# Wielki zielony krokodyl domowy
Wielki zielony krokodyl domowy – amerykański film familijny z 2022 roku. Adaptacja książki Bernarda Wabera.

## Treść[1]
Rodzina Primmów przeprowadza się do Nowego Jorku. Josh Primm z trudem odnajduje się w nowym miejscu. Pewnego dnia poznaje krokodyla Lyle'a. Zwierzę uwielbia śpiew, kąpiele i kawior. Mieszka na strychu ich domu. Dwójka szybko się zaprzyjaźnia.

## Oryginalny dubbing
- Javier Bardem - Hector P. Valenti
- Constance Wu - Bayan Primm
- Winslow Fegley - Josh Primm
- Scoot McNairy - Bay Primm
- Brett Gelman - Bay Grumps
- Shawn Mendes - Lyle
- Lirik Hurd